# Masters de Cincinnati 2020
El Masters de Cincinnati 2020 fue un torneo de tenis perteneciente a la ATP en la categoría de ATP Tour Masters 1000 como a la WTA en la categoría Premier 5. Se disputó del 22 al 29 de agosto de 2020, por única vez, en Nueva York (Estados Unidos) sobre canchas duras.
Este fue el primer torneo importante que se jugó luego del parón por la pandemia de coronavirus.

## Puntos y premios

### Distribución de puntos
| Evento                 | G    | F   | SF  | CF  | Ronda de 16 | Ronda de 32 | Ronda de 64 | Q  | Q2 | Q1 |
| Individuales Masculino | 1000 | 600 | 360 | 180 | 90          | 45          | 10          | 25 | 16 | 0  |
| Dobles Masculino       | 1000 | 600 | 360 | 180 | 90          | 0           | —           | —  | —  | —  |
| Individuales Femenino  | 900  | 585 | 350 | 190 | 105         | 60          | 1           | 30 | 20 | 1  |
| Dobles Femenino        | 900  | 585 | 350 | 190 | 105         | 5           | —           | —  | —  | —  |

### Premios monetarios
| Evento                 | G          | F        | SF       | CF       | Ronda de 16 | Ronda de 32 | Ronda de 64 | Q2    | Q1    |
| Individuales masculino | $1 114 225 | $564 005 | $289 290 | $149 100 | $74 695     | $39 120     | $22 045     | $8435 | $4220 |
| Individuales femenino  | $501 975   | $243 920 | $122 190 | $58 185  | $28 030     | $14 360     | $7745       | $3150 | $1905 |
| Dobles masculino       | $331 300   | $161 680 | $81 040  | $41 280  | $21 780     | $11 660     | —           | —     | —     |
| Dobles femenino        | $143 600   | $72 534  | $35 910  | $18 075  | $9170       | $4530       | —           | —     | —     |

## Cabezas de serie

### Individuales masculino
Los cabezas de serie están establecidos al ranking del 16 de marzo.
| N.º | Clasif | Jugador               | Puntos antes | Puntos que defender | Puntos ganados | Puntos después | Actuación en el torneo                             |
| --- | ------ | --------------------- | ------------ | ------------------- | -------------- | -------------- | -------------------------------------------------- |
| 1   | 1      | Novak Djokovic        | 10 220       | 360                 | 1000           | 10 860         | Campeón, venció a Milos Raonic                     |
| 2   | 3      | Dominic Thiem         | 7045         | 0                   | 10             | 7055           | Segunda ronda, perdió ante Filip Krajinović        |
| 3   | 5      | Daniil Medvédev       | 5890         | 1000                | 180            | 5070           | Cuartos de final, perdió ante Roberto Bautista [8] |
| 4   | 6      | Stefanos Tsitsipas    | 4745         | 10                  | 360            | 5095           | Semifinales, perdió ante Milos Raonic              |
| 5   | 7      | Alexander Zverev      | 3630         | 10                  | 10             | 3630           | Segunda ronda, perdió ante Andy Murray [WC]        |
| 6   | 8      | Matteo Berrettini     | 2860         | 10                  | 90             | 2940           | Tercera ronda, perdió ante Reilly Opelka           |
| 7   | 10     | David Goffin          | 2555         | 600                 | 90             | 2045           | Tercera ronda, perdió ante Jan-Lennard Struff      |
| 8   | 12     | Roberto Bautista      | 2360         | 180                 | 360            | 2540           | Semifinales, perdió ante Novak Djokovic [1]        |
| 9   | 13     | Diego Schwartzman     | 2265         | 90                  | 45             | 2220           | Segunda ronda, perdió ante Reilly Opelka           |
| 10  | 14     | Andréi Rubliov        | 2234         | 180                 | 10             | 2064           | Primera ronda, perdió ante Daniel Evans            |
| 11  | 15     | Karen Jachanov        | 2120         | 90                  | 90             | 2120           | Tercera ronda, perdió ante Roberto Bautista [8]    |
| 12  | 16     | Denis Shapovalov      | 2075         | 45                  | 45             | 2075           | Segunda ronda, perdió ante Jan-Lennard Struff      |
| 13  | 18     | Christian Garín       | 1900         | 10                  | 10             | 1900           | Primera ronda, perdió ante Aljaž Bedene [Q]        |
| 14  | 19     | Grigor Dimitrov       | 1850         | 10                  | 45             | 1885           | Segunda ronda, perdió ante Márton Fucsovics [Q]    |
| 15  | 20     | Félix Auger-Aliassime | 1771         | 10                  | 45             | 1806           | Segunda ronda, perdió ante Tennys Sandgren [WC]    |
| 16  | 21     | John Isner            | 1760         | 45                  | 90             | 1805           | Tercera ronda, perdió ante Stefanos Tsitsipas [4]  |

#### Bajas masculinas
| Clasif | Jugador      | Puntos antes | Puntos a defender | Puntos ganados | Puntos después | Baja debido a |
| ------ | ------------ | ------------ | ----------------- | -------------- | -------------- | ------------- |
| 2      | Rafael Nadal | 9850         | 0                 | 0              | 9850           | Descanso.     |

### Dobles masculino
| Tenista                            | Clasif | Preclasificadas |
| Juan Sebastián Cabal Robert Farah  | 3      | 1               |
| Łukasz Kubot Marcelo Melo          | 10     | 2               |
| Rajeev Ram Joe Salisbury           | 16     | 3               |
| Ivan Dodig Filip Polášek           | 18     | 4               |
| Marcel Granollers Horacio Zeballos | 20     | 5               |
| Kevin Krawietz Andreas Mies        | 27     | 6               |
| Raven Klaasen Oliver Marach        | 35     | 7               |
| Wesley Koolhof Nikola Mektić       | 39     | 8               |

### Individuales femenino
| Tenista             | Ranking | Preclasificada |
| Karolína Plíšková   | 3       | 1              |
| Sofia Kenin         | 4       | 2              |
| Serena Williams     | 9       | 3              |
| Naomi Osaka         | 10      | 4              |
| Aryna Sabalenka     | 11      | 5              |
| Petra Kvitová       | 12      | 6              |
| Madison Keys        | 13      | 7              |
| Johanna Konta       | 14      | 8              |
| Elena Rybakina      | 17      | 9              |
| Markéta Vondroušová | 18      | 10             |
| Alison Riske        | 19      | 11             |
| Anett Kontaveit     | 20      | 12             |
| María Sákkari       | 21      | 13             |
| Elise Mertens       | 22      | 14             |
| Donna Vekić         | 24      | 15             |
| Dayana Yastremska   | 25      | 16             |

- Ranking del 17 de agosto de 2020.[7]

### Dobles femenino
| Tenista                               | Clasif | Preclasificadas |
| Elise Mertens Aryna Sabalenka         | 11     | 1               |
| Nicole Melichar Yifan Xu              | 29     | 2               |
| Květa Peschke Demi Schuurs            | 35     | 3               |
| Bethanie Mattek-Sands Shuai Zhang     | 41     | 4               |
| Shuko Aoyama Ena Shibahara            | 47     | 5               |
| Victoria Azarenka Sofia Kenin         | 51     | 6               |
| Anna-Lena Friedsam Kateřina Siniaková | 55     | 7               |
| Lucie Hradecká Andreja Klepač         | 60     | 8               |

## Campeones

### Individual masculino
Novak Djokovic venció a  Milos Raonic por 1-6, 6-3, 6-4

### Individual femenino
Victoria Azarenka venció a  Naomi Osaka por w/o.

### Dobles masculino
Pablo Carreño /  Álex de Miñaur vencieron a  Jamie Murray /  Neal Skupski por 6-2, 7-5

### Dobles femenino
Květa Peschke /  Demi Schuurs vencieron a  Nicole Melichar /  Yifan Xu por 6-1, 4-6, [10-4]